# Residência Ansbach

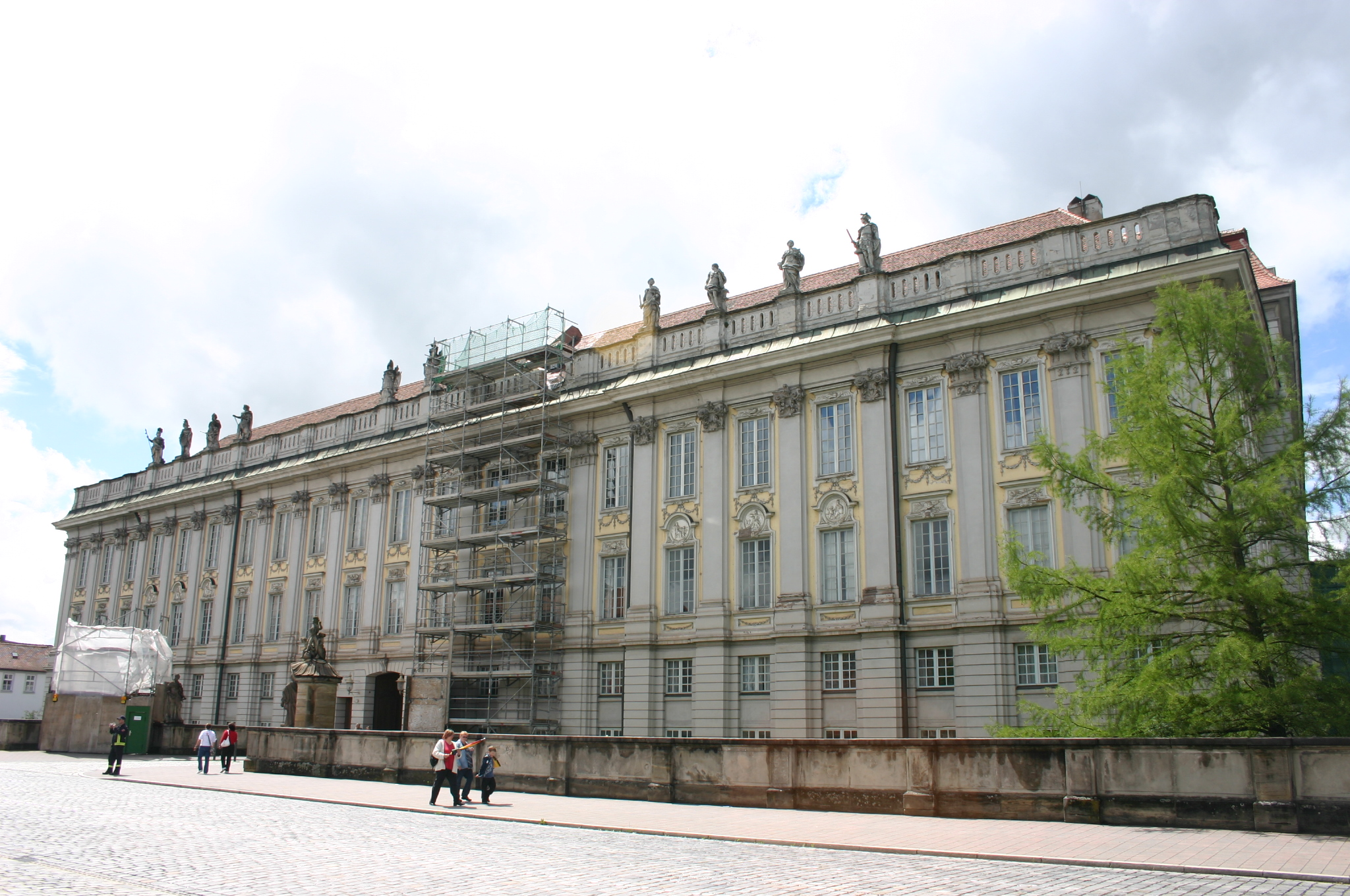
Residência Ansbach, Alemanha

A Residência Ansbach (em alemão:  Residenz Ansbach) é um castelo localizado em Ansbach, Francónia, Alemanha.

## História
A estrutura é envolvida por um complexo medieval, tendo sido reconstruído na sua forma original por Gabriel di Gabrieli e Karl Friedrich von Zocha no século XVIII. O interior original em estilo rococó foi criado por Leopold Retti.

## Galeria

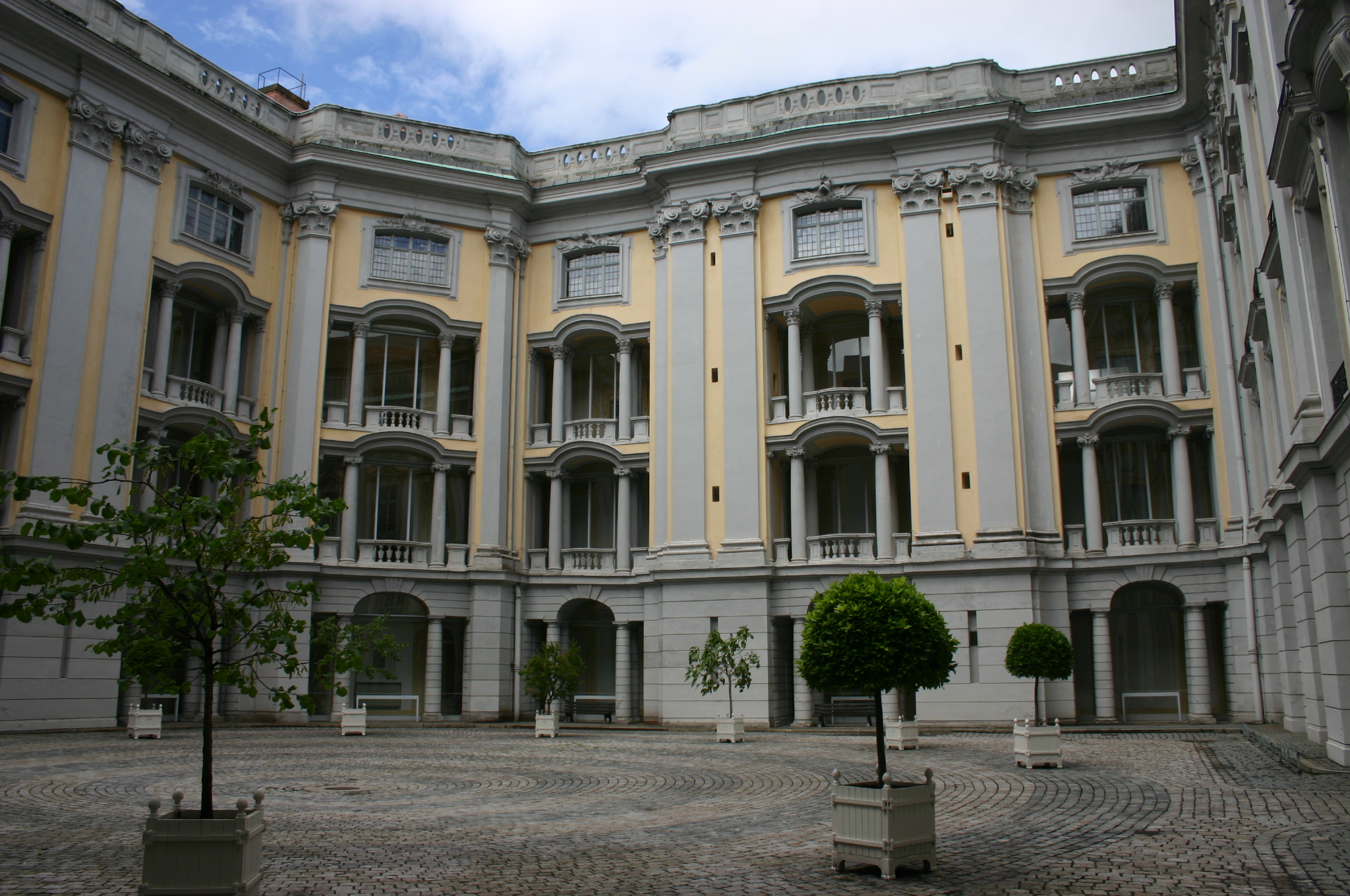
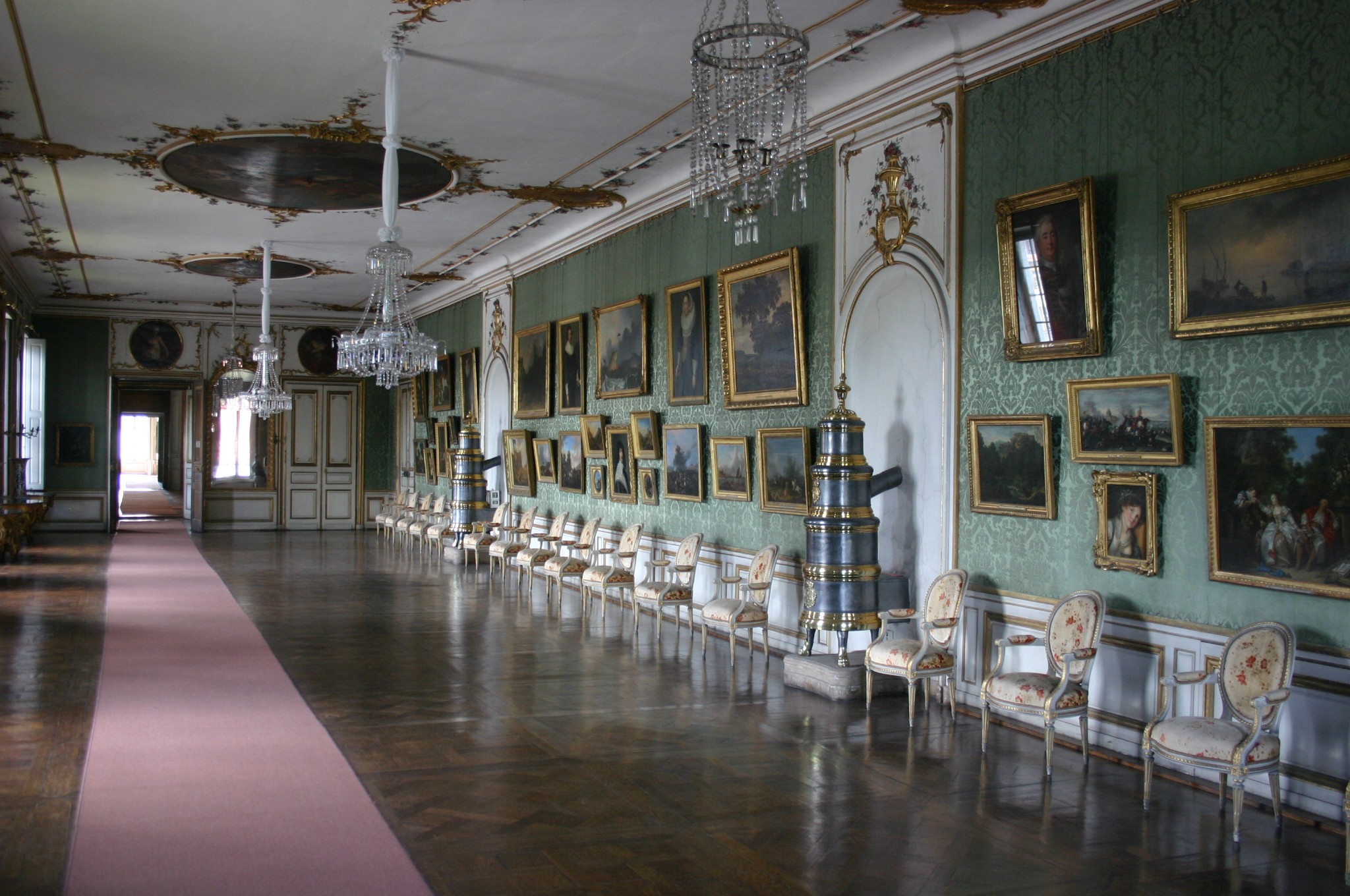
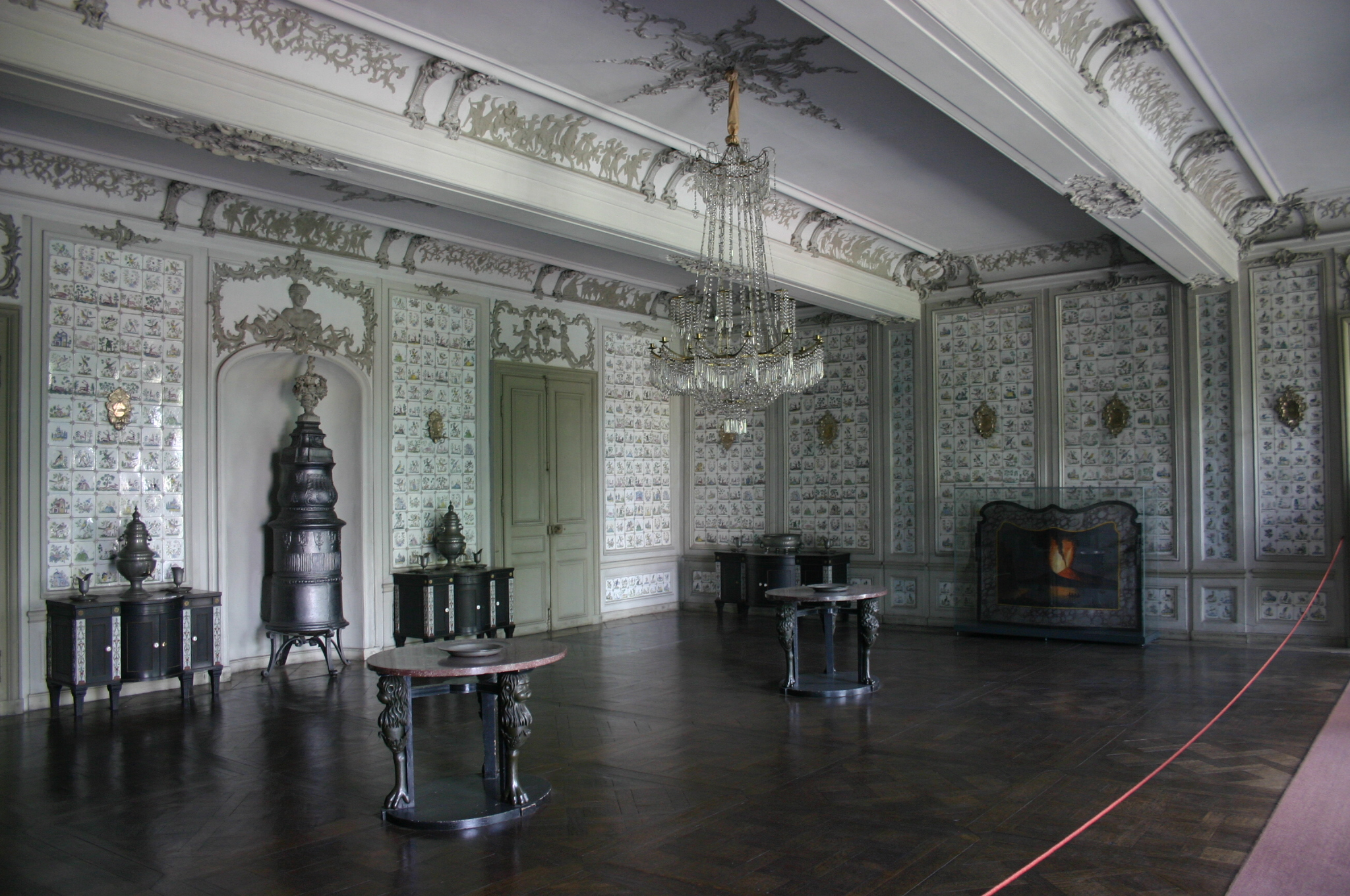
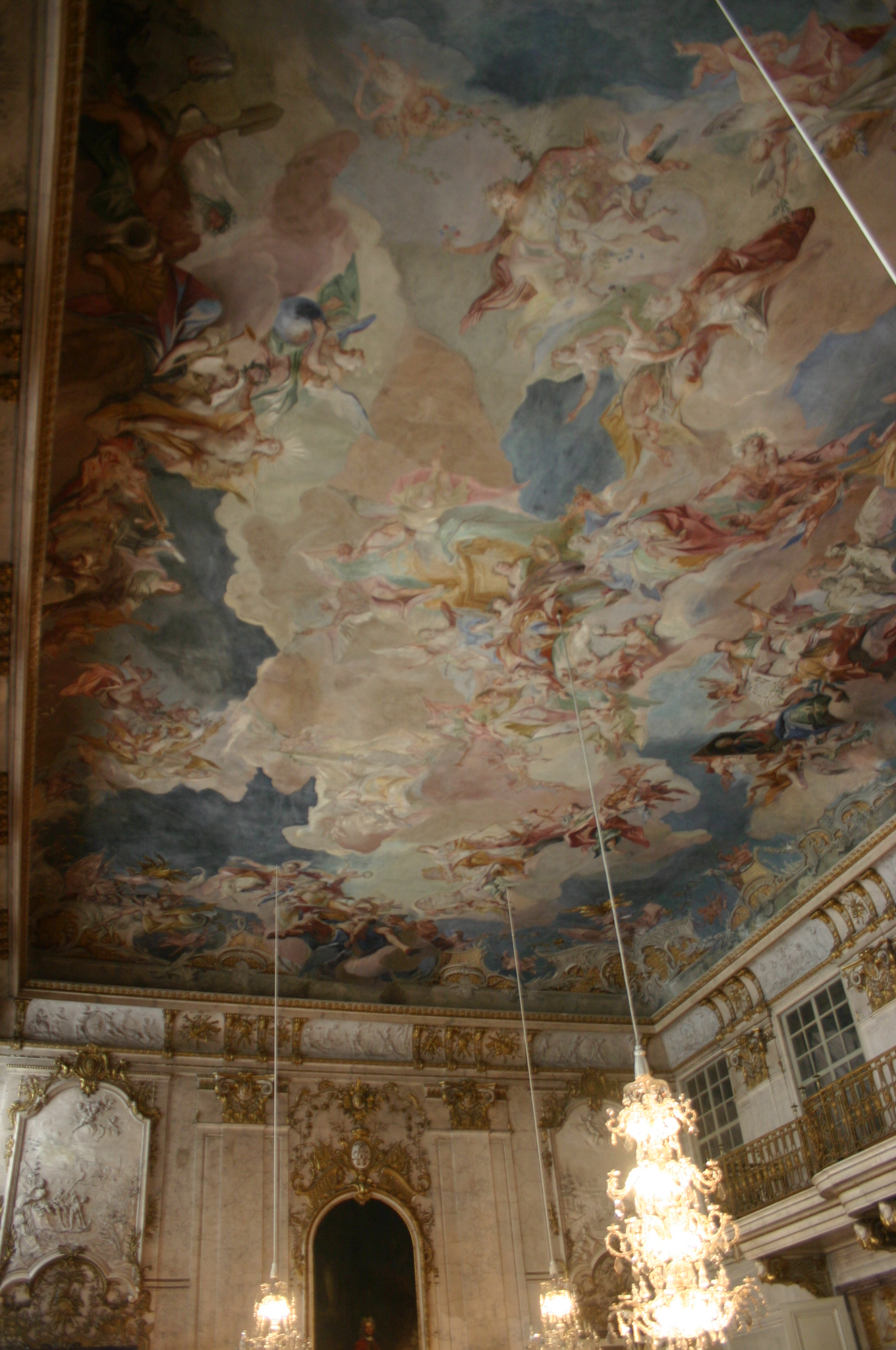
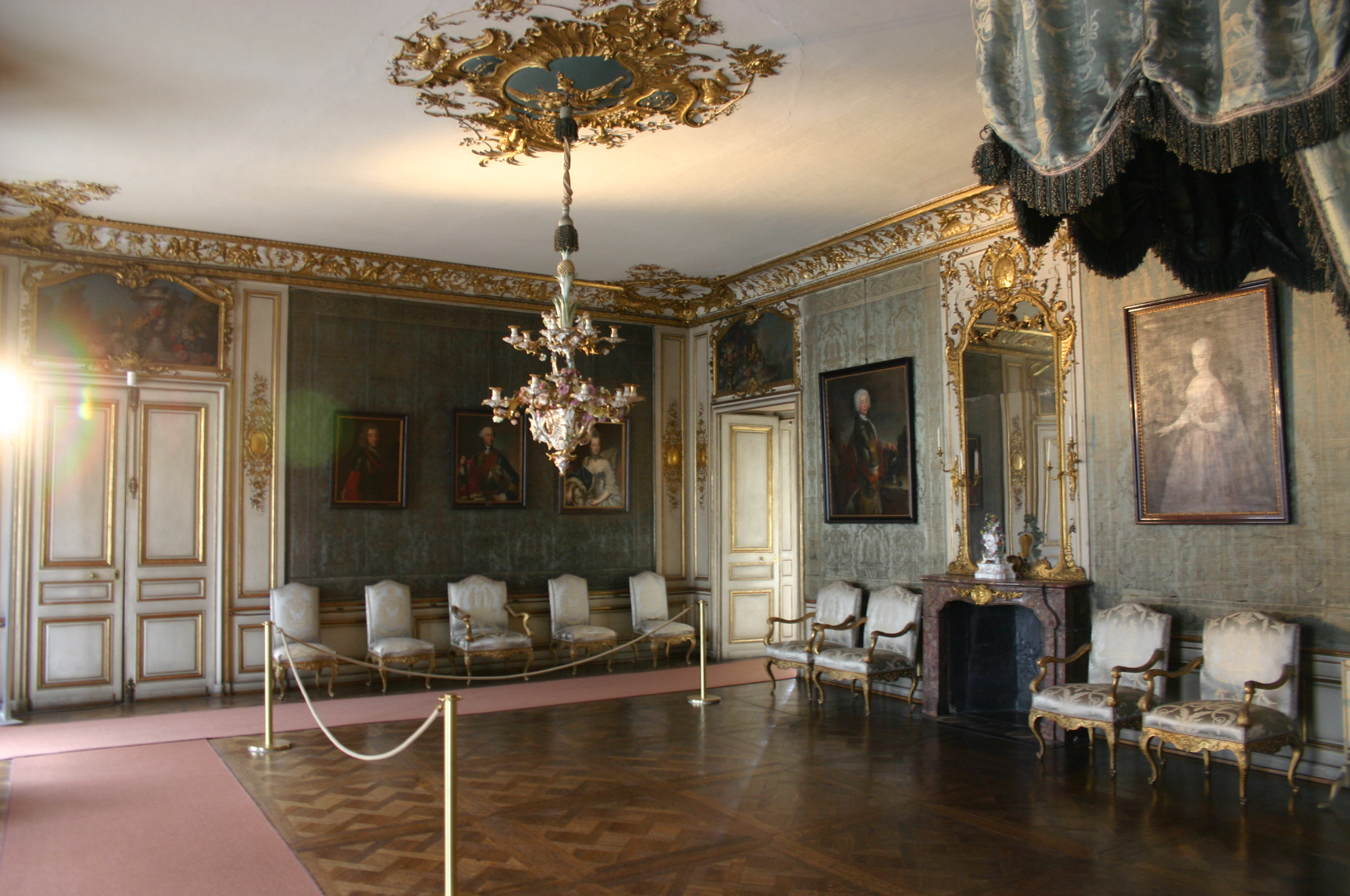